# Сподня Корена
Сподня Корена (словен. Spodnja Korena) — поселення в общині Дуплек, Подравський регіон‎, Словенія.